# مهاجرت ساربان‌های افغانی به استرالیا

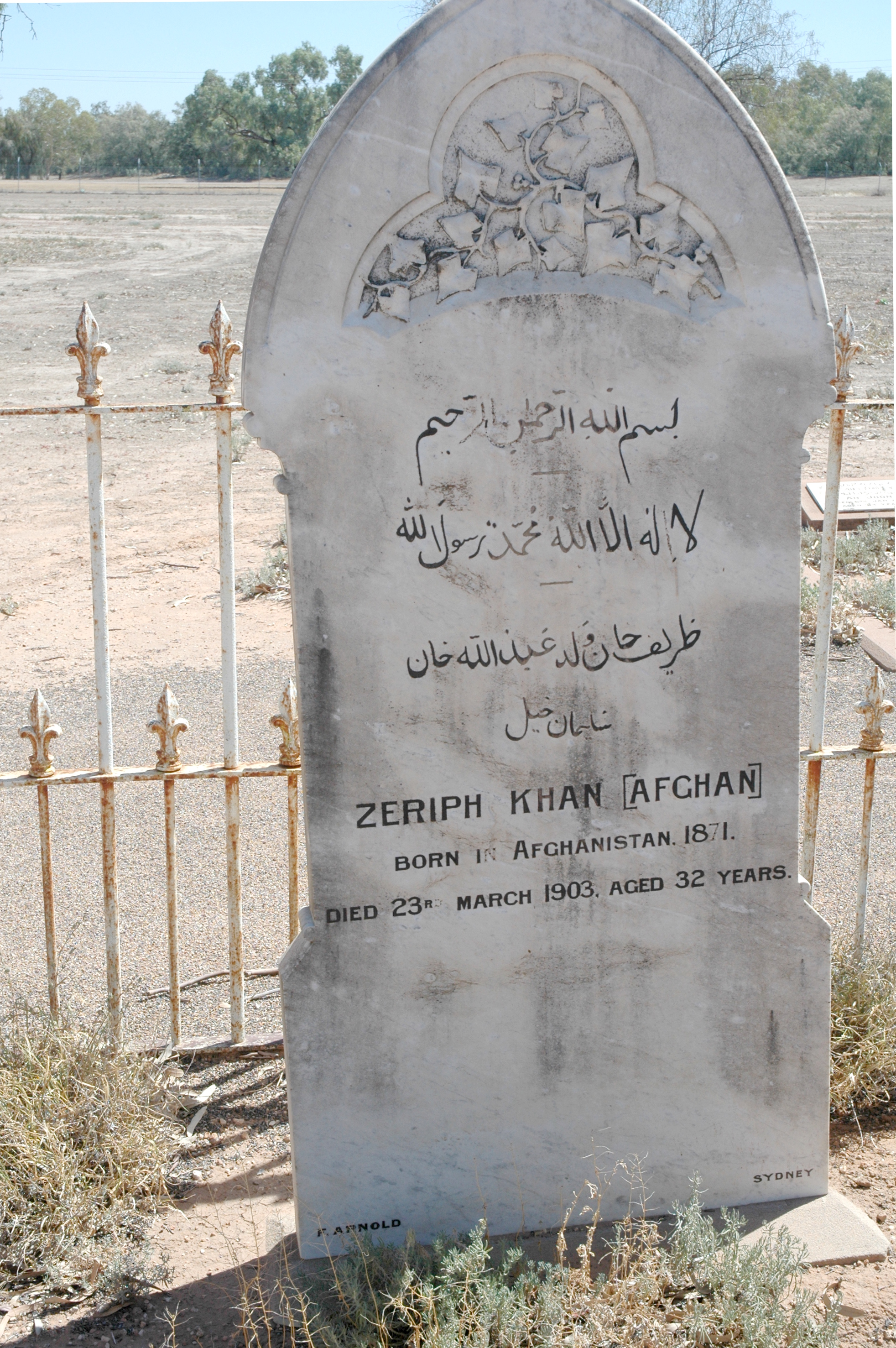
قبر یک ساربان افغان با نام ظریف خان در استرالیا در سده ۱۹ میلادی

بین سال‌های ۱۸۶۰ تا ۱۹۲۰ میلادی برخی از ساربان‌های اهل افغانستان برای اشتغال به استرالیا مهاجرت می‌کنند تا در نواحی غیر شهری استرالیا موسوم به آوت بک مبادرت به جا به جایی کالا نمایند. این افغان‌ها که بیشتر پشتون، پنجابی و بلوچ بودند، نقش مهمی در برقراری و استقرار اسلام در استرالیا و همچنین انتقال کالا ایفا کردند. در سال ۱۸۶۰ میلادی نخستین گروه افغان که ۳ نفر بودند با ۲۴ شتر به وسیله کشتی وارد ملبورن شدند.
آنها را عموما به عنوان "افغان" می شناختند، اگرچه اکثر آنها از مناطق غربی دور هند بریتانیا، به ویژه ایالت مرزی شمال غرب (خیبر پختونخوا) و بلوچستان (اکنون پاکستان) که محل سکونت اقوام پشتون و بلوچ بود، آمده بودند. با این وجود، بسیاری از خود افغانستان نیز بودند. علاوه بر این، برخی از آنها نیز اصالتاً مصری و ترک بودند . آنها شامل اعضای گروه‌های قومی پشتون، بلوچ و سندی از جنوب آسیای مرکزی (ایران، افغانستان و پاکستان کنونی) بودند. همچنین افرادی از مناطق پنجاب، کشمیر و راجستان در شبه قاره هند و همچنین افرادی از مصر، عراق، سوریه و ترکیه.
آنها تا حدود دهه ۱۹۳۰ که تا حد زیادی با اتومبیل جایگزین شدند، ایستگاه های پرورش شتر و پاسگاه های استراحتگاهی به نام کاروانسرا در سراسر استرالیای داخلی برپا کردند و ارتباطی دائمی بین شهرهای ساحلی و ایستگاه های دور افتاده چرای گاو و گوسفند ایجاد کردند. آنها در کاوش، ارتباطات و سکونتگاه در مناطق خشک داخلی کشور که آب و هوا برای اسب ها بسیار سخت بود، پشتیبانی حیاتی ارائه کردند.
اکثر قریب به اتفاق ساربانان، از جمله ساربانان هند بریتانیا، مسلمان بودند، در حالی که اقلیت قابل توجهی از سیک های منطقه پنجاب بودند. بنابراین آنها نقش مهمی در برقراری اسلام در استرالیا ایفا کردند و اولین مسجد این کشور را در ماری در استرالیای جنوبی در سال ۱۸۶۱، مسجد مرکزی آدلاید (اولین مسجد دائمی در آدلاید که هنوز مورد استفاده است) و چندین مسجد در استرالیای غربی ساختند.
بسیاری از ساربانان و خانواده هایشان بعداً به سرزمین های خود بازگشتند، اما بسیاری ماندند و به مشاغل و راه های دیگری برای امرار معاش روی آوردند. در دویستمین سالگرد استرالیا در سال ۱۹۸۸، سهم آنها توسط "مسابقه بزرگ شتر استرالیا" به رسمیت شناخته شد. امروزه، بسیاری از مردم می‌توانند نسب خود را به ساربانان اولیه ردیابی کنند که بسیاری از آنها با زنان بومی و زنان اروپایی در استرالیای داخلی ازدواج کردند.